# Branche d'activité
Une branche d'activité est un ensemble d’unités de production qui ont la même activité de production (on parle d’unités de production homogènes). Dans ce cadre, les unités de productions sont classées en fonction du bien ou service qu'elles produisent.
Les branches d'activités sont listées dans les nomenclatures d'activité économique.